# Æneas Mackay der Jüngere
Æneas Baron Mackay d. J. (* 29. November 1839 in Nijmegen; † 13. November 1909 in Den Haag) war ein niederländischer Politiker der Anti-Revolutionaire Partij (ARP). Er war von 1888 bis 1891 Ministerpräsident der Niederlande.
Mackay stammte aus einer ursprünglich schottischen Adelsfamilie (siehe Clan MacKay und Lord Reay); ein Vorfahr hatte sich Ende des 17. Jahrhunderts in den Niederlanden niedergelassen. Sein Vater Jan Mackay (1807–1846) war Mitglied der Gedeputeerde Staten (Provinzregierung) von Gelderland; sein Onkel Æneas Mackay der Ältere (1806–1876) Abgeordneter in der Zweiten Kammer und später Vizepräsident des Staatsrates. Er selbst studierte von 1856 bis 1862 in Utrecht Jura, wurde 1868 stellvertretender Staatsanwalt und 1873 Richter in Zutphen. 
Als Abgeordneter des Wahlkreises Amersfoort wurde Mackay 1876 erstmals in die Zweite Kammer der Generalstaaten gewählt, der er bis 1888 angehörte (ab 1886 für den Wahlkreis Utrecht). Er saß in der „antirevolutionären“, d. h. konservativ-protestantischen Fraktion, aus der 1879 unter Abraham Kuyper die Anti-Revolutionaire Partij (ARP) als erste politische Partei im modernen Sinne in den Niederlanden entstand. Während der Sitzungsperiode 1884/85 war Mackay Vorsitzender der Zweiten Kammer. 
Bei einer Verfassungsänderung im Jahr 1887 wurde das Zensuswahlrecht gelockert, die Anzahl der Wahlberechtigten verdoppelt und die Zweite Kammer auf 100 Sitze vergrößert. Bei der ersten Wahl nach dieser Reform, im März 1888, erreichten die ARP und die katholisch-konservativen „Bahlmannianer“ einen neuen Höchststand, während die bislang (seit 1848) dominierenden Liberalen verloren. Im April 1888 ernannte König Wilhelm III. Æneas Mackay zum niederländischen Ministerpräsidenten (genauer: Vorsitzenden des Ministerrats) und gleichzeitig Innenminister. Er stand der ersten „konfessionellen“, d. h. aus konservativen Protestanten und Katholiken bestehenden Regierung in den Niederlanden vor. Statt dem Innenministerium übernahm er im Februar 1890 das Amt des Kolonialministers, blieb aber bis August 1891 Regierungschef. Bei der Wahl im Juni 1891 hatte die ARP deutlich an Sitzen verloren, die Liberalen hingegen wieder zugenommen; neuer Ministerpräsident wurde der Liberale Gijsbert van Tienhoven. 
Von 1894 bis 1905 war Mackay erneut Abgeordneter in der Zweiten Kammer, diesmal für den Wahlkreis Kampen. Er war ein Gegner der Wahlrechtsreform des liberalen Innenministers Johannes Tak van Poortvliet, welcher der ARP-Vorsitzende Kuyper 1894 aus taktischen Gründen zustimmte. Mackay verließ daraufhin die ARP, schloss sich aber auch nicht der Vrij-Antirevolutionaire Partij von Alexander de Savornin Lohman an (aus der später die Christelijk-Historische Unie, CHU, hervorging), sondern blieb parteilos. Bei der Parlamentswahl 1901 erstarkten wieder die konfessionellen Parteien (Katholiken, ARP und Vrij-Antirevolutionaire), während die Liberalen und Freisinnigen verloren. Von 1901 bis 1905 war Mackay erneut Vorsitzender der Zweiten Kammer (Parlamentspräsident), während sein ehemaliger Parteikollege Abraham Kuyper Regierungschef war. Königin Wilhelmina berief Mackay 1907 in den Raad van State (Staatsrat), dem er bis zu seinem Tod zwei Jahre später angehörte.